# بلوتیناتس
بلوتیناتس (به صربی: Belotinac) یک منطقهٔ مسکونی در صربستان است که در دویواتس واقع شده‌است.